# Ngāi Tūhoe
Ngāi Tūhoe, Aussprache [ˈŋaːi ˈtʉːhɔɛ], ist ein Iwi (Stamm) der Māori in Neuseeland, der seinen Ursprung im Anführer Toroa des Mātaatua Waka (Mātaatua-Kanu) hat.

## Geschichte
Als Polynesier mit dem Mātaatua Waka (Mātaatua-Kanu) in der Bay of Plenty Neuseeland erreichten, trafen sie dort auf bereits angesiedelte Stämme der Ngā Pōtiki, Te Tini o Toi und Te Hapū-oneone. Die Besatzung des Kanus fuhr deshalb an der Küste entlang weiter nach Norden, doch ihr Anführer Toroa blieb mit seiner Familie zurück. Im Laufe der Zeit vermischte sich die Familie mit Angehörigen des Stammes der Ngā Pōtiki. Toroa ließ sich später in Kāwhia an der Westküste der Nordinsel nieder und verstarb dort. Seine Angehörigen aber blieben und siedelten im Gebiet des Te Urewera. Der heutige Stamm der Ngāi Tūhoe stammt von Tūhoe-pōtiki, einem Urenkel von Toroa ab.